# Myśląc Ojczyzna
Myśląc Ojczyzna – cykliczna audycja w Radiu Maryja i Telewizji Trwam.
Nazwa audycji pochodzi od tytułu poematu Karola Wojtyły z 1974.
Od 2 października 2022 felieton nadawany jest codziennie, również w niedziele, o godz. 20:50, równolegle w Radiu Maryja i Telewizji Trwam. Do każdego dnia tygodnia zostali przyporządkowani stali felietoniści. Aktualnie prowadzącymi są: prof. Dorota Kornas-Biela (poniedziałek; w przeszłości prof. n. med. Krzysztof Bielecki), prof. Piotr Jaroszyński (wtorek - niezmiennie), bp Tadeusz Bronakowski (środa; w przeszłości Stanisław Michalkiewicz), Antoni Macierewicz (czwartek – audycja emitowana z podtytułem „Głos Polski”), ks. prof. Paweł Bortkiewicz (piątek - niezmiennie), prof. Mieczysław Ryba (sobota - niezmiennie) i prof. Arkadiusz Jabłoński (niedziela).
Wszyscy felietoniści przedstawiani są zawsze na tym samym, przyporządkowanym każdemu z nich tle. Profesorowie Dorota Kornas-Biela, Mieczysław Ryba i Arkadiusz Jabłoński przedstawiani są na tle gabinetu, w którym po lewej stronie u góry znajduje się niewielka biała rzeźba anioła, a za nim wisi obraz przedstawiający pejzaż z dominującą żółtą kolorystyką. Oprócz tego ujęcie gabinetu przedstawia bibliotekę pełną rozmaitych pozycji książkowych. Ponadto profesorowie Kornas-Biela i Jabłoński posiłkują się laptopem. Od 15 października 2024 prof. Piotr Jaroszyński regularnie udziela swoich felietonów wyłącznie w formie nagrań dźwiękowych.
Każdy z prowadzących posługuje się zawsze tymi samymi własnymi zwrotami powitania i pożegnania. Prof. Dorota Kornas-Biela (powitanie: "Szanowni Państwo", pożegnanie: "Dziękuję Państwu"), prof. Piotr Jaroszyński ("Witam Państwa bardzo serdecznie", "Dziękuję"), bp Tadeusz Bronakowski ("Niech będzie pochwalony Jezus Chrystus i Maryja zawsze Dziewica", "Szczęść Boże"), Antoni Macierewicz ("Niech będzie pochwalony Jezus Chrystus i Maryja zawsze Dziewica [pauza]. Witam Państwa [pauza] w cotygodniowym felietonie [pauza] Głos Polski", "Dziękuję bardzo, z Panem Bogiem"), ks. prof. Paweł Bortkiewicz ("Niech będzie pochwalony Jezus Chrystus i Maryja zawsze Dziewica", brak zwrotu na pożegnanie), prof. Mieczysław Ryba ("Drodzy radiosłuchacze, czcigodni telewidzowie", "Szczęść Boże"), prof. Arkadiusz Jabłoński (brak zwrotu na powitanie, "Dziękuję Państwu za uwagę").
Do 26 czerwca 2022 audycja była emitowana od poniedziałku do soboty (pierwotnie także była emitowana codziennie). Autorami felietonów zostali: prof. n. med. Krzysztof Bielecki (poniedziałek; w przeszłości Grażyna Ancyparowicz), Piotr Jaroszyński (wtorek), Stanisław Michalkiewicz (środa), Antoni Macierewicz (czwartek), ks. Paweł Bortkiewicz (piątek), Mieczysław Ryba (sobota). 
Do 19 kwietnia 2020 program nadawany był także w niedziele, kiedy to swoje felietony prezentował Mirosław Piotrowski; niedzielna audycja z jego udziałem została zakończona w trakcie kampanii przed wyborami prezydenckimi w 2020 roku, w których swoją kandydaturę zgłosił ten publicysta.
Ponadto wyłącznie w Radiu Maryja audycja pojawia się o godz. 12:20. O tej porze felietonistami zostali Leszek Pietrzak, Krystyna Pawłowicz, Marek Czachorowski, Barbara Bubula.